# Sigrid Horne-Rasmussen
Sigrid Horne-Rasmussen (22 de septiembre de 1915 – 24 de abril de 1982) fue una actriz de nacionalidad danesa.

## Biografía
Nacida en Hellerup, Dinamarca, se graduó en la escuela del Teatro Real de Copenhague, donde estudió en 1934-1936, y donde actuó en 1937 y 1938. Además, fue actriz del Det ny Teater entre 1938 y 1944.
Fue conocida en su período en el espectáculo de revista Hornbæk Revyen (1942) por interpretar el tema "Kammerat med Solen". Además de su actividad teatral, tuvo una amplia trayectoria cionematográfica.
Estuvo casada con el actor Dirch Passer desde 1950 a 1959, teniendo la pareja una hija, Dorte Passer. Más adelante se casó con el actor Tony Rodian. 
Sigrid Horne-Rasmussen falleció en Frederiksberg, Dinamarca, en el año 1982. Fue enterrada en el Cementerio Bispebjerg, en Copenhague.

## Filmografía
- 1936 : Sol over Danmark
- 1938 : Bolettes brudefærd
- 1939 : I dag begynder livet
- 1939 : Skilsmissens børn
- 1939 : Komtessen på Stenholt
- 1939 : En lille tilfældighed
- 1940 : En ganske almindelig pige
- 1941 : En mand af betydning
- 1941 : Alle går rundt og forelsker sig
- 1941 : Tag til Rønneby Kro
- 1942 : Afsporet
- 1943 : Op med humøret
- 1943 : Det brændende spørgsmål
- 1943 : Som du vil ha' mig
- 1944 : Lev livet let
- 1944 : Elly Petersen
- 1944 : Bedstemor går amok
- 1944 : Teatertosset
- 1945 : Man elsker kun een gang
- 1947 : Stjerneskud
- 1947 : De pokkers unger
- 1947 : Røverne fra Rold
- 1951 : Nålen
- 1952 : Dirch passer hund
- 1954 : Vores lille by
- 1955 : På tro og love
- 1955 : Det var på Rundetårn
- 1955 : Altid ballade
- 1956 : Ung leg
- 1956 : Den kloge mand
- 1956 : Hvad vil De ha'?
- 1957 : Ingen tid til kærtegn
- 1957 : Sønnen fra Amerika
- 1958 : Det lille hotel
- 1958 : Krudt og klunker
- 1958 : Pigen og vandpytten
- 1958 : Soldaterkammerater
- 1958 : Ung kærlighed
- 1959 : Ballade på Bullerborg
- 1961 : Soldaterkammerater på efterårsmanøvre
- 1961 : To skøre ho'der
- 1961 : Ullabella
- 1963 : Pigen og pressefotografen
- 1964 : Majorens oppasser
- 1965 : Een pige og 39 sømænd
- 1965 : Flådens friske fyre
- 1965 : Jensen længe leve
- 1965 : Passer passer piger
- 1965 : Pigen og millionæren
- 1965 : En ven i bolignøden
- 1966 : Jeg - en elsker
- 1966 : Pigen og greven
- 1966 : Sult
- 1967 : Far laver sovsen
- 1967 : Nyhavns glade gutter
- 1968 : Jeg - en kvinde 2
- 1968 : Min søsters børn vælter byen
- 1969 : Ta' lidt solskin
- 1969 : Damernes ven
- 1971 : Min søsters børn når de er værst
- 1971 : Tandlæge på sengekanten
- 1972 : Takt og tone i himmelsengen
- 1973 : I Jomfruens tegn
- 1973 : På'en igen Amalie
- 1974 : Syg og munter (telefilm)
- 1974 : I Tyrens tegn
- 1976 : I Løvens tegn